# 岷谷木蓝
岷谷木蓝（学名：Indigofera lenticellata）为豆科木蓝属下的一个种。

## 扩展阅读
維基物種上的相關：岷谷木蓝